# Ensō

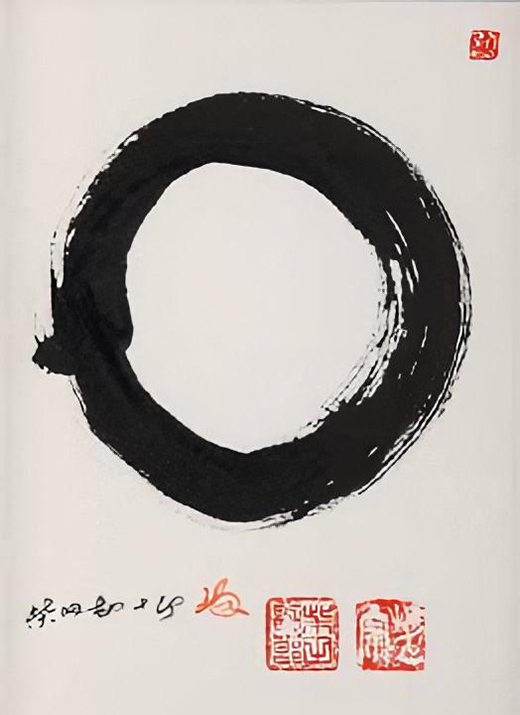
Eine Kalligrafie des Ensō von Kanjuro Shibata XX

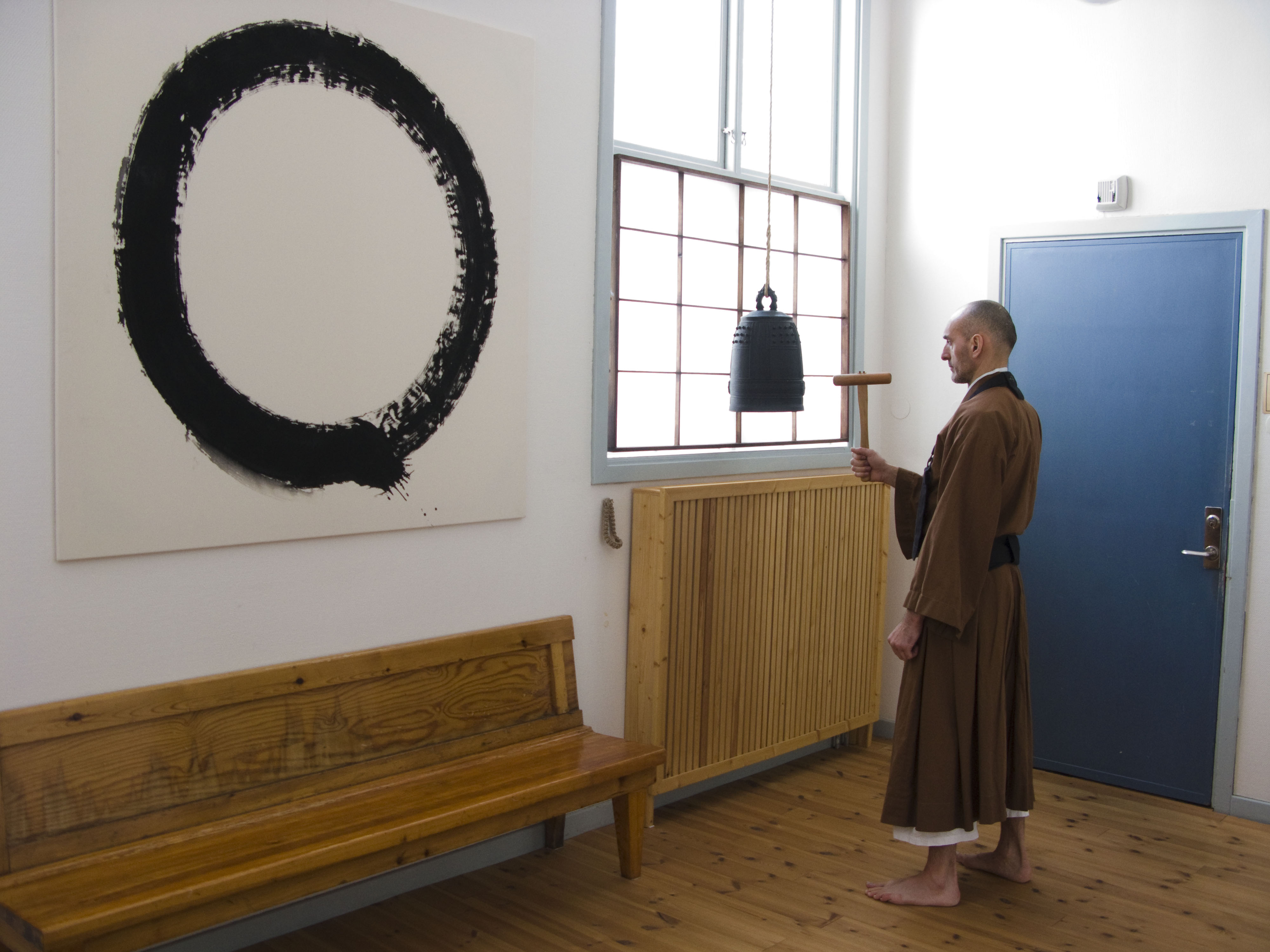
Ensō, Zenmönch und Tempelglocke

Das Ensō (japanisch 円相 Kreis) ist ein Symbol aus der japanischen Kalligraphie (siehe Shodō, der Weg des Schreibens), welches in enger Verbindung mit dem Zen-Buddhismus steht.
Obwohl Ensō ein Symbol und kein Buchstabe ist, ist es eine der geläufigsten Zeichnungen in der japanischen Kalligraphie. Es symbolisiert Erleuchtung, Stärke, Eleganz, das Universum und die Leere (Mu), kann aber auch die japanische Ästhetik an sich symbolisieren. Als „Ausdruck des Moments“ wird Ensō oft als eine Form der expressionistischen Kunst aufgefasst.
In der Philosophie des Zen-Buddhismus stellt das Malen des Ensō einen Moment dar, in dem das Bewusstsein frei ist und Körper und Geist nicht in ihrem Schaffensprozess eingeschränkt werden. Gewöhnlicherweise wird Tinte mit einem Pinsel in einer Bewegung auf Seide- oder Reispapier aufgetragen. Hierbei gibt es keine Möglichkeit der Abänderung: Das Ensō zeigt den Zustand des Geistes im Augenblick des Erschaffens. Viele Zen-Buddhisten glauben, dass sich der Charakter des Künstlers vollständig darin zeigt, wie er das Ensō zeichnet. Demnach soll nur eine Person, die mental und spirituell vollkommen ist, dazu in der Lage sein, ein wahres Ensō zu zeichnen. Einige Künstler praktizieren das Zeichnen des Ensō täglich als spirituelle Übung.
Das Zeichnen von Ensō ist eine diszipliniert-kreative Praxis der japanischen Tuschemalerei, Sumi-e. Die Werkzeuge und die Mechanik des ensō sind die gleichen wie in der traditionellen japanischen Kalligrafie: Man benutzt einen Tuschepinsel, um Tusche auf Washi (ein dünnes japanisches Papier) aufzutragen. Manche Künstler malen das Ensō mit einer Öffnung im Kreis, wohingegen andere einen vollständig geschlossenen Kreis zeichnen. Für erstere kann die Öffnung verschiedene Bedeutungen haben, wie zum Beispiel, die Tatsache, dass das Ensō nicht alleinstehend ist, sondern Teil von etwas Größerem ist. Weiterhin kann die Öffnung bedeuten, dass Fehlbarkeit ein essenzieller und inhärenter Bestandteil der Existenz ist oder dass, sowohl Bewegung und Entwicklung als auch die Vollkommenheit aller Dinge zu. Zen-Praktizierende verbinden diese Idee mit Wabi-Sabi, der Schönheit der Unvollkommenheit. Das Prinzip, die Balance der Form durch Asymmetrie und Unregelmäßigkeit zu kontrollieren, ist ebenfalls ein wichtiger Aspekt japanischer Ästhetik: „Fukinsei“ (不均斉), die Ablehnung der Perfektion. Ist der Kreis geschlossen, steht er für Vollkommenheit, ähnlich wie Platons perfekte Form, weshalb der Kreis jahrhundertelang für die Konstruktion kosmologischer Modelle verwendet wurde (siehe Ptolemäus).
Im Zen-Buddhismus gilt das Ensō als heiliges Symbol und wird oft von Zen-Meistern als Unterschrift unter ihren religiösen Kunstwerken verwendet.

## Sonstiges
Das Ensō wurde von verschiedenen Firmen, wie zum Beispiel Lucent Technologies als Werbesymbol verwendet. Nach der Fusion mit Alcatel wurde das Symbol nicht weiter verwendet und wurde oft zum Spaß als „Kaffeetassenring“ bezeichnet.